# Tab (philatélie)
Pour les articles homonymes, voir Tab.
En philatélie, le tab est la marge imprimée ou illustrée d'une feuille de timbres-poste. Le terme et la pratique sont particulièrement liés aux marges inférieures des feuilles de timbres d'Israël dès la première émission de ce pays en 1948.

## Généralités
En Belgique, de 1894 à 1914, plusieurs timbres d'usage courant se tenaient à une marge de papier signalant que l'expéditeur ne souhaitait pas une délivrance du pli le dimanche.
En France, elle concerne les marges supérieures et inférieures des carnets portant des slogans publicitaires.
En Suisse, les Tabs sont apparus en 1943 sur les timbres Pro Juventute. Ils se collectionnent en 4 langues, soit l'allemand, le français, l'italien et le latin.

## En Israël
La première émission israélienne a lieu en mai 1948 lors de la proclamation de l'État d'Israël. Dénommée Doar Ivri, elle représente des pièces de monnaie antiques portant des inscriptions en hébreu ancien, que peu d'acheteurs auraient pu lire. Le ministre des Communications décide qu'une transcription en hébreu moderne soit imprimée dans les rectangles de papier vierge de la marge inférieure. La trouvaille est appréciée et renouvelée depuis sur les timbres israéliens.
Les albums ne prévoyant pas à l'origine de place pour les timbres avec tab, les collectionneurs n'ont conservé que le timbre en détachant le tab s'il était présent. Cela explique les fortes cotes des timbres avec tab se-tenant émis en 1948 et 1952.